# Спицын, Александр Иванович
Алекса́ндр Ива́нович Спи́цын (7 июля 1915 года, с. Карауловка, Уфимский уезд, Уфимская губерния — 29 июля 1984 года, Катав-Ивановск, Челябинская область) — участник Великой Отечественной войны, командир отделения станковых пулеметов, полный кавалер ордена Славы.

## Биография
Родился 7 июля 1915 года в селе Карауловка (ныне — Катав-Ивановский район Челябинской области). Русский.
В 1937 году был призван в Красную Армию. Участник освободительного похода в Западную Белоруссию 1939 года. В 1940 году вернулся домой, снова работал токарем на цементном заводе в городе Катав-Ивановск.
В 1941 году был вновь призван в армию. В боях с апреля 1942 года, сражался на Западном, 2-м и 4-м Украинских фронтах. Воевал в составе 500-го отдельного пулеметно-артиллерийского батальона 159-го Днестровского Краснознаменного ордена Богдана Хмельницкого полевого укрепленного района. С весны 1943 года укрепрайон занимал оборонительный рубеж к западу от города Тулы. В феврале 1944 года участвовал в боях у села Шендеровка, которое было узлом обороны внутреннего обвода Корсунь-Шевченковского кольца окружения вражеской группировки. За мужество и героизм награждён медалью «За отвагу».
В марте 1944 года 159-й укрепрайон вошел в состав 40-й армии, которая вела наступательные бои. 9 апреля батальон укрепрайона, в котором сражался Спицын, пересёк границу с Румынией.
28 апреля 1944 года в бою за населенный пункт Жухаля в числе первых ворвался село, забросал немецкие траншеи гранатами, и, ведя автоматный огонь, уничтожил около десяти вражеских солдат и офицеров. Вынес с поля боя раненого командира 2-й роты старшего лейтенанта Гундина.
Приказом по войскам 104-го стрелкового корпуса от 8 апреля 1944 года награждён орденом Славы 3-й степени.
В январе 1945 года 159-й укрепрайон вошел в состав 18-й армии 4-го Украинского фронта. 3 марта 1945 года у деревни Витанова действовал в составе разведывательной группы. В числе первых вступил в бой с разведывательным дозором противника, пленил 1 гитлеровца — офицера, который дал ценные сведения.
Приказом по войскам 18-й армии от 18 марта 1945 года награждён орденом Славы 2-й степени.
С середины апреля 1945 года 159-й укрепрайон вёл бои в Словакии. 11 апреля в бою за высоту 861,0 у города Чадца сержант Спицын скрытно подполз к вражескому снайперу, мешавшему продвижению наших подразделений, уничтожил его. Продвигаясь вперед, уничтожил ещё двух вражеских пехотинцев, а одного взял в плен. Отличился он и в последующих боях. О том свидетельствуют строки из наградного листа: «15 апреля старший сержант Спицын с разведчиками Навакаевым и Мусиенко проникли в тыл противника, обнаружили склад с боеприпасами и подожгли его. Было уничтожено значительное количество фаустпатронов».
В июне 1945 года участвовал в Параде Победы в городе Москве в составе сводного полка 4-го Украинского фронта. В 1945 году был демобилизован. Вернулся на родину.
Указом Президиума Верховного Совета СССР от 15 мая 1946 года за образцовое выполнение заданий командования в боях с немецко-вражескими захватчиками старший сержант Спицын Александр Иванович награждён орденом Славы 1-й степени. Стал полным кавалером ордена Славы.
Работал на Южно-Уральской железной дороге, затем на Усть-Катавском вагоностроительном заводе подсобным рабочим, вахтером. Жил в городе Катав-Ивановск.
Скончался 29 июля 1984 года. Похоронен на Запрудовском кладбище Катав-Ивановска.
Награждён орденами Красного Знамени, Отечественной войны 2-й степени, Славы 3-х степеней, медалями.